# Anemia ipocromica
Anemia ipocromica è un termine generico per ogni tipo di anemia nella quale i globuli rossi (eritrociti) sono più chiari del normale. (Ipo- fa riferimento a meno, e cromica significa colore)  Un normale globulo rosso avrà un'area più chiara al centro: la forma del disco è biconcava. Nelle cellule ipocromiche, questa zona di chiarore centrale è maggiorata. Questa diminuzione del colore rosso è dovuta ad una riduzione sproporzionata dell'emoglobina (il pigmento che conferisce il colore rosso) dei globuli rossi in proporzione al volume totale della cellula. I globuli rossi saranno anche più piccoli (microcitici), il che porta alla sostanziale sovrapposizione con la categoria dell'anemia microcitica. Le cause più comuni di questo tipo di anemia sono la carenza di ferro e la talassemia.
L'anemia ipocromica era storicamente conosciuta come clorosi o malattia verde per la distinta sfumatura della pelle a volte presente nei pazienti, oltre a sintomi più generali come la mancanza di energia, la mancanza di respiro, dispepsia, mal di testa, un appetito capriccioso o scarso e l'amenorrea.

## Conoscenza nella storia
Un Lenone
Per me, le venga pure il mal francese, per quella sua maledetta clorosi!
Una Mezzana
Eh, sì, non c'è altra via per sbarazzarsene che la via che conduce alla sifilide. Ecco venire il nobile Lisimaco, sotto travestimento.
Shakespeare (attrib). Pericle, principe di Tiro

Nel 1554, il medico tedesco Johannes Lange ha descritto la condizione come "peculiare delle vergini". Egli prescrisse che le ammalate dovrebbero "vivere con uomini e copulare. Se concepiscono, allora guariranno". Il nome "clorosi" è stato coniato nel 1615 dal professore di medicina Jean Varandal di Montpellier dalla parola "Clori" (Greco: χλωρις) che significa "giallo-verdastro", "verde pallido", "scialbo", "pallido" o "fresco" . Sia Lange che Varande rivendicavano Ippocrate come riferimento.
Oltre a "malattia verde", la condizione era conosciuta come morbo virgineus ("malattia delle vergini") o febris amatoria ("febbre degli amanti"). Il Dizionario della lingua volgare del 1811 di Francis Grose definì la "malattia verde" come: "La malattia delle fanciulle causata dal nubilato."
Nel 1681 il medico inglese Thomas Sydenham classificò la clorosi come malattia isterica che colpisce non solo le adolescenti, ma anche "le donne snelle e deboli che sembrano tisiche." Egli sosteneva il ferro come trattamento: "Per il sangue consumato o debole dà uno stimolo o impulso per cui gli spiriti animali che si trovavano prostrati e piegati sotto il loro stesso peso vengono risollevati ed eccitati".
Daniel Turner nel 1714 preferì al termine clorosi "Malattia pallida o bianca... poiché nel suo stato peggiore il colorito è raramente o mai un vero e proprio verde, anche se confinante con quel colore". Continuò a descriverla come "una cattiva abitudine del corpo, derivante sia da ostruzioni, in particolare delle mestruazioni, o da una congestione degli umori grezzi nelle viscere, che vizia il fermenti delle interiora, soprattutto quelli derivati da intrugli, e introduce in esso un appetito depravato di cose assolutamente innaturali, come terra, sabbia, carta, gesso, legno, ceneri ecc". Uno dei suoi casi di studio fu quello di una ragazza di 11 anni che era stata scoperta, da indagini fatte, a mangiare grandi quantità di carbone
La Clorosi è brevemente menzionata nella Storia della mia vita di Casanova: "Non lo so, ma abbiamo alcuni medici che dicono che la clorosi nelle ragazze è il risultato di quel piacere, la masturbazione praticato in eccesso".
Nel 1841, il medico e farmacista Boemo Albert Popper pubblicò un trattamento per la Clorosi contenente Vitriolum martis (acido solforico e ferro) e Sal tartari (carbonato di potassio) in Österreichische medizinische Wochenschrift che è stato ripubblicato e raffinato negli anni successivi.
Nel 1845, lo scrittore francese Auguste Saint-Arroman diede una ricetta per un trattamento con cioccolato medicinale che includeva la limatura di ferro nel suo De L'action du café, du thé et du chocolat sur la santé, et de leur influence sur l'intelligence et le moral de l'homme e nel 1872 anche il medico francese Armand Trousseau sostenne il trattamento con il ferro, anche se ancora la clorosi veniva classificata come una "malattia nervosa".
Nel 1887 il medico Sir Andrew Clark del London Hospital ha proposto una causa fisiologica per la clorosi, legando il suo esordio alle accresciute esigenze del corpo delle adolescenti per la crescita e il menarca. Nel 1891, la commedia di Frank Wedekind Risveglio di primavera fa riferimento alla malattia. Nel 1895, il patologo Ralph Stockman dell'Università di Edimburgo fece degli esperimenti che dimostrano che il ferro inorganico contribuisce alla sintesi dell'emoglobina rendendo chiaro che la clorosi potrebbe essere spiegata con una carenza di ferro causata dalla perdita di sangue mestruale e da una dieta inadeguata. Nonostante il lavoro di Stockman e l'efficacia del ferro nel trattamento dei sintomi della clorosi, il dibattito circa la sua insorgenza è proseguito fino al 1930. Un personaggio in Morti di salute di T. Coraghessan Boyle soffre di clorosi e il narratore descrive la sua pelle verde e le labbra nere.
Nel 1936, Arthur J. Patek e Clark W. Heath del Harvard Medical School hanno concluso che la clorosi era identica all'anemia ipocromica.

## Forme acquisite
L'anemia ipocromica può essere causata da deficit di vitamina B6 per un apporto di ferro basso, diminuito assorbimento di ferro, o perdita di ferro eccessiva. Può anche essere causata da infezioni, ad esempio da anchilostoma, o da altre malattie, droghe terapeutiche e avvelenamento da piombo. Una forma acquisita di anemia è nota anche come sindrome di Faber. Può anche verificarsi per un grave sanguinamento gastrico o intestinale causato da ulcere, o farmaci come l'aspirina o il sanguinamento da emorroidi.

## Forme ereditarie
Può anche capitare in certe forme di disturbi dello sviluppo congeniti, come la Benjamin syndrome. È anche causata da talassemia.

## Epidemiologia
Tra le varie forme di anemia ipocromica, la più comune e la più facilmente trattabile è l'anemia da carenza di ferro. Più rare, nell'ordine, sono le talassemie, le anemie legate a malattie croniche (insufficienza renale, malattie del fegato, ipotiroidismo), le anemie sideroblastiche e la porfiria eritropoietica.

## Sintomatologia
Nei casi più lievi, la persona colpita non presenta sintomi gravi, presenta al massimo una pelle più pallida rispetto a prima , unita a difficoltà respiratorie nei momenti in cui si effettuano eventuali sforzi. Tuttavia, con il passare del tempo, i disturbi possono aumentare. I sintomi sono soggettivi, pertanto, possono variare da persona a persona. In generale quelli più comuni sono quelli di tipo digestivo. Essi sono: inappetenza, bruciori alla lingua, disturbi dell'alvo con tendenza alla stitichezza. Da aggiungere, tuttavia, anche la debolezza delle unghie, insieme alla facile perdita dei capelli.  Ulteriori sintomi sono: palpitazioni, vertigini, ronzii alle orecchie e stanchezza generale. Sono presenti, inoltre, arrossamenti della lingua che si manifestano attraverso vesciche, piccoli tagli o grandi. In questo caso prendono il nome di ragadi.

## Diagnosi
La diagnosi si basa sul riscontro, nell'emocromo, di un basso contenuto e una bassa concentrazione di emoglobina nel globulo rosso. Indispensabile, per l'eventuale terapia, è il riconoscimento del tipo di anemia ipocromica con cui si ha a che fare.

## Terapia
Il trattamento delle anemie è diverso a seconda del tipo di anemia.Tuttavia, in primis, bisogna stabilire quale sia la causa della carenza di ferro, stabilendo se sia sufficiente o meno l'apporto di sangue. Altro cardine terapeutico è rappresentato dalla terapia con preparati a base di ferro.Nei casi più lievi saranno la terapia potrà essere somministrata per via orale, al contrario nei casi più gravi si attuerà una terapia per via intramuscolare o endovenosa. Tuttavia, alcune anemie ipocromiche, come le talassemie e alcuni tipi di anemia sideroblastica, sono congenite e pertanto non curabili.